# فأر متغاير ديماري
فأر متغاير ديماري (الاسم العلمي: Heteromys desmarestianus) (بالإنجليزية: Desmarest's spiny pocket mouse)‏ هو نوع من الحيوانات يتبع جنس الفأر المتغاير من فصيلة الفئران المتغايرة.